# Frente Cristiano (Estados Unidos)
El Frente Cristiano fue una asociación política antisemita activa en los Estados Unidos de 1939 a 1949, fundada en respuesta al sacerdote radiofónico Charles Coughlin. El Frente Cristiano tenía su sede en la ciudad de Nueva York y muchos de sus miembros eran católicos estadounidenses irlandeses y alemanes. Sus actividades incluyeron la distribución de publicaciones afines y la organización de mítines. Después de que el gobierno estadounidense iniciara investigaciones a fines de la década de 1930, algunos miembros fueron arrestados y procesados. Los juicios de estos miembros desacreditaron todo el movimiento y a finales de los años 1940, el Frente Cristiano ya no estaba activo

## Historia

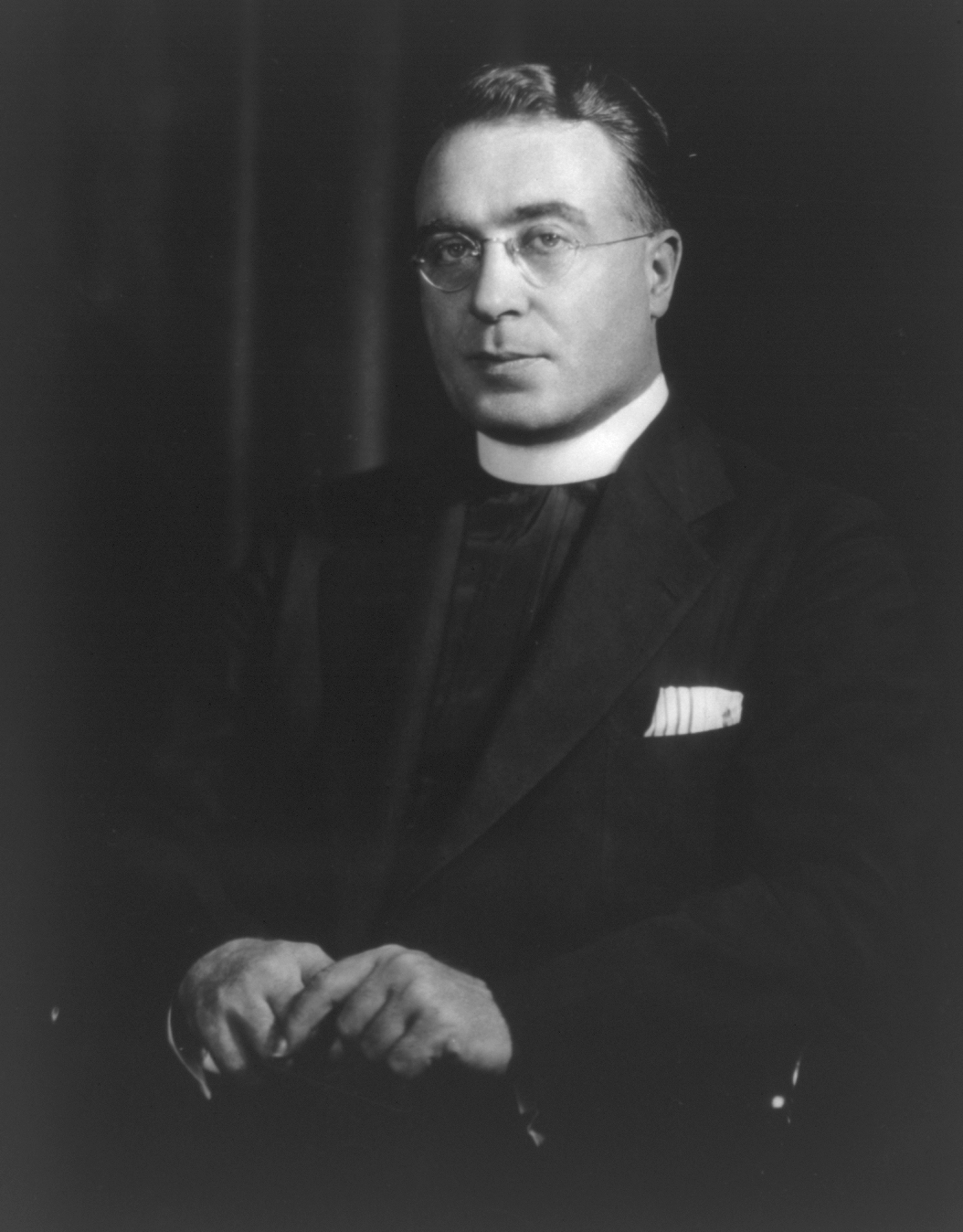
Padre Charles Coughlin, cuyas opiniones antisemitas inspiraron al Frente Cristiano

El Frente Cristiano fue fundado en noviembre de 1938 en respuesta a la iniciativa del sacerdote radial Charles Coughlin, quien había llamado a una "cruzada contra las fuerzas anticristianas de la Revolución Roja " en la edición del 23 de mayo de 1938 de su periódico Justicia social. Sus miembros ascendían a varios miles y estaban formados en su mayoría por irlandeses-estadounidenses en la ciudad de Nueva York. Vendieron Justicia Social, organizaron boicots a empresas judías, realizando desfiles y mítines. Inicialmente no hicieron distinción entre "rojos" y judíos. Sus mítines dieron la bienvenida a asistentes de organizaciones con ideas afines como el Bund Alemán Americano y Crusaders for Americanism. Escucharon a los oradores denunciar a los judíos como banqueros internacionales, belicistas y comunistas, burlándose delpresidente Roosevelt y elogiando a la España franquista y a Hitler. El obispo católico de Brooklyn, Thomas Molloy, era un destacado partidario y su periódico diocesano, el "Tablet", abordó una vez la acusación de que el Frente Cristiano era antisemita: "Bueno, ¿qué pasa con eso? ¿Qué ley fue violada?" 
El Frente también apuntó a los sindicatos y trató de reemplazar a los dirigentes sindicales, considerados demasiado radicales o judíos, por "liderazgos cristianos".
El Frente Cristiano participó en la manifestación nazi del 20 de febrero de 1939 celebrada en Madison Square Garden organizada por el Bund Alemán Americano. Según James Wechsler, el Frente Cristiano fue el componente crítico para llevar el mensaje de Coughlin a la acción. Era, escribió, "el núcleo dinámico del movimiento. Convoca reuniones masivas, inunda la ciudad con folletos y reúne a las multitudes bajo su propia firma". Durante varios meses de 1939, los judíos fueron acosados y atacados en las calles de la ciudad de Nueva York por matones generalmente asociados con el Frente. Incidentes violentos que incluyeron palizas y apuñalamientos. La policía de la ciudad de Nueva York se infiltró en la organización y obtuvo más de cien condenas por las agresiones.
En septiembre de 1939, los editores de la revista Equality publicaron una carta de 15 páginas al cardenal Francis Spellman de Nueva York pidiéndole que expresara su posición sobre el Frente y advirtiéndole que sus actividades podrían "culminar en una guerra violenta, disturbios sangrientos como los que la ciudad nunca ha conocido". Dijo que los miembros del Frente eran 90 por ciento católicos y advirtió que "el silencio continuo sobre esta cuestión extremadamente grave... será interpretado como una sanción implícita del Frente Cristiano en esta ciudad". Entre los que firmaron la carta estaban Franz Boas, Bennett Cerf, Moss Hart, Lillian Hellman y Dorothy Parker. 
En noviembre, la Federación de Iglesias y Misiones de Brooklyn, que representaba a casi todas las congregaciones protestantes en ese distrito de la ciudad de Nueva York, advirtió a los protestantes contra el Frente, llamándolo "malvado y anticristiano".
La revista Look cubrió la violencia de septiembre y octubre, incluidas fotografías. En diciembre, después de que la estación de radio WMCA de Nueva York anunciara que ya no transmitiría los sermones semanales de Coughlin, los miembros del Frente Cristiano organizaron protestas todos los domingos durante semanas en las oficinas de la estación, sus anunciantes y negocios de propiedad judía. Una facción del Frente Cristiano que apoyaba la cooperación con el Bund Alemán Americano y una escalada de la violencia contra judíos y comunistas se dividió en 1939. El grupo disidente estaba dirigido por Joe McWilliams. Coughlin se negó a aceptar donaciones de los miembros del grupo.

### Investigación por parte del gobierno
A instancias del fiscal federal de Nueva York, el el Departamento de Justicia decidió atacar el Frente. El 28 de diciembre de 1939, el Fiscal General de los Estados Unidos Frank Murphy anunció que un gran jurado en Washington D. C. escucharía pruebas de antisemitismo organizado y otras actividades que podrían ser fomentadas por agentes extranjeros. Prometió encontrar formas de procesar a los involucrados utilizando el código tributario y cualquier estatuto que pueda resultar útil.
En enero de 1940, agentes federales arrestaron a 17 hombres, todos residentes de Brooklyn y en su mayoría miembros del Frente, y los acusaron de haber conspirado para "derrocar, sofocar y destruir por la fuerza al Gobierno de los Estados Unidos" y planeaban robar armas y municiones para hazlo.
J. Edgar Hoover sugirió que había colaboradores en Boston y Filadelfia. Su alijo de armas incluía un viejo sable y un Springfield Modelo 1873.
Coughlin respondió a los arrestos con una declaración de apoyo, calificando al Frente de "proestadounidense, procristiano, anticomunista y antinazi".
La revista católica Commonweal expresó su simpatía por los arrestados, diciendo en un editorial que Coughlin, The Tablet y Social Justice fueron los responsables. por crear este grupo de "hombres hipnotizados".
Los detenidos fueron acusados el 8 de febrero de 1940 en Brooklyn, "de conspiración sediciosa y de robo de municiones y propiedades federales".
Un funcionario del gobierno admitió extraoficialmente que el Frente en realidad estaba siendo procesado por antiamericanismo. Los cargos no mencionaron el antisemitismo ni a Coughlin. Los jurados se mostraron comprensivos con los acusados y no emitieron ningún veredicto. El gobierno federal retiró sus cargos en 1941, momento en el que el nuevo Fiscal General, Robert Jackson, calificó los cargos de "un poco fantásticos". Un historiador ha calificado el juicio como un ejercicio de "relaciones públicas" que exageró el peligro planteado por "un grupo patético". Otro dijo que "el juicio reveló que los Frentes Cristianos eran un grupo de chiflados desequilibrados y logró desacreditar a movimiento."
Según el historiador Rev. Charles R. Gallagher, S.J., entre los documentos desclasificado del FBI afirman que los miembros del Frente Cristiano de Brooklyn participaron en entrenamiento militar, intentaron llevar a cabo una amplia gama de ataques y estaban en posesión de armamento que incluido rifles automáticos Browning.
Partidarios locales en la ciudad de Nueva York se manifestaron en su nombre después del juicio.
En 1940, Francis Moran, que dirigía el Frente Cristiano de Boston, fue reclutado como agente alemán por el cónsul alemán Herbert Scholz.
La oficina del Boston Christian Front, ubicada en el Copley Square Hotel, fue cerrada en 1942 gracias a los esfuerzos de la activista Frances Sweeney, y con la ayuda de ciudadanos británicos; el Frente Cristiano continuó operando clandestinamente en la ciudad hasta 1945.